# Alfredo Gagliardi
Alfredo Gagliardi, né à Montréal le 11 mai 1920 et mort dans la même ville le 6 février 1985, est un homme d'affaires et un homme politique québécois. Fils de parents originaires de Calabre, il était un membre influent de la communauté italo-québécoise au 20e siècle. Il a notamment fondé l'hebdomadaire montréalais de langue italienne Corriere Italiano (en) et présidé l'Ordre des Fils d'Italie de 1961 à sa mort,.
Également actif en politique, il a été conseiller municipal de Montréal de 1950 à 1962. Premier conseiller d'origine italienne dans cette ville, il a aussi été membre du conseil exécutif de 1957 à 1960,,.